# Binchuan

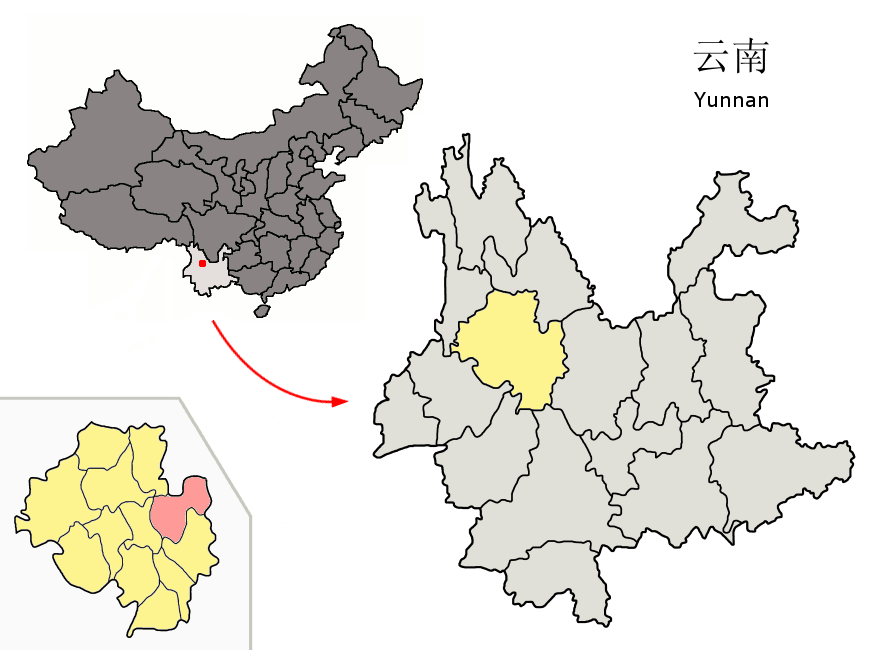
Lage von Binchuan (rosa) im autonomen Bezirk Dali der Bai, Provinz Yunnan

Der Kreis Binchuan (chinesisch 宾川县, Pinyin Bīnchuān Xiàn) ist ein Kreis des autonomen Bezirks Dali der Bai im mittleren Westen der chinesischen Provinz Yunnan. Er hat eine Fläche von 2.532 km² und zählt 341.319 Einwohner (Stand: Zensus 2020). Sein Hauptort ist die Großgemeinde Jinniu (金牛镇).
Der neolithische Fundort des Dorfes Baiyangcun (Baiyang cun yizhi 白羊村遗址) und die Stätten des Konfuzianischen Tempels und des Wu-Tempels von Zhoucheng (Zhoucheng Wenmiao he Wumiao 州城文庙和武庙), Letzterer ein Guan Yu und Yue Fei gewidmeter Tempel, stehen seit 2006 auf der Liste der Denkmäler der Volksrepublik China.

## Administrative Gliederung
Auf Gemeindeebene setzt sich Binchuan aus acht Großgemeinden und zwei Nationalitätengemeinden zusammen. Diese sind:
- Großgemeinde Jinniu 金牛镇
- Großgemeinde Daying 大营镇
- Großgemeinde Binju 宾居镇
- Großgemeinde Zhoucheng 州城镇
- Großgemeinde Lijue 力角镇
- Großgemeinde Jizushan 鸡足山镇
- Großgemeinde Qiaodian 乔甸镇
- Großgemeinde Pingchuan 平川镇

- Gemeinde Zhongying der Lisu und Yi 钟英傈僳族彝族乡
- Gemeinde Lawu der Yi 拉乌彝族乡